# Ленарт Скоглунд
Ленарт Скоглунд (на шведски: Karl Lennart Skoglund), наричан „Нака“, е шведски футболист, полузащитник, роден на 24 декември 1929 г. в Стокхолм.
Започва да играе футбол през 1943 г. в местния клуб ИК Шернан, година след което преминава в любимия си Хамарбю ИФ, където играе между 1944 – 1948. През 1949 г. е продаден на кръвния враг АИК Фотбол, поради лошото финансово състояние на Хамарбю.
След като прави страхотно впечатление с националния си отбор на СП-50 и отказва офертата на Сао Пауло, през 1950 г. преминава в редиците на италианския ФК Интер. Там вкарва 55 гола в 241 мача и се превръща в основна фигура за състава 50-те години. Спечелва местния шампионат на два пъти (през 1953 и 1954 г.), а през 1959 г. отива в Генуа, където играе два сезона за Сампдория. През 1962 г. играе в Палермо, за да се завърне година по-късно в родния си Хамарбю.
С националния отбор на Швеция изиграва 12 мача – печели бронза през 1950 г., а на световното първенство през 1958 г. завоюва среброто. Единствения си гол вкарва именно тогава – на полуфинала срещу Германия, за победата на шведите с 3 – 1, която ги класира на класическия финал с Бразилия.
Нака двама сина – Гьорг и Еверт. Двамата са родени в Милано и също са футболисти, като Еверт записва 16 мача с отбора на Интер, а Гьорг играе известно време за АК Милан.
 Ленарт Скоглунд умира на 8 юли 1975 г. През 1984 г., близо до родната му къща е издигната статуя в негова чест. Привържениците са я нарекли „Ъгълът на Нака“ – игра на думи, фактически статуята увековечава голът от ъглов удар, който Скоглунд изпълнява при завръщането си в Хамарбю от Италия. Всяка година оттогава на 24 декември (Коледа) привърженици на играта на Ленарт Скоглунд, се събират при статуята, за да почитат паметта му.